# Eleonora Carta
Eleonora Carta (Iglesias, 19 marzo 1974) è una scrittrice italiana.

## Biografia
Nata a Iglesias nel 1974, si laurea in Giurisprudenza nel 1998 presso l'Università degli Studi di Cagliari e a seguire inizia a lavorare come correttrice di bozze ed editor.
Nel 2014 pubblica il suo primo romanzo La consistenza dell’acqua, un legal thriller particolarmente attento all’aspetto delle indagini e strategie processuali. Due anni dopo il romanzo avrà una nuova edizione, sempre per i tipi di Newton Compton Editori, con il titolo di Delitto al museo. Del 2014 è anche un suo racconto dell’antologia Delitti di Capodanno (Newton Compton).
Nel 2015 fonda l’Associazione ArgoNautilus, che, tra le altre cose, organizza la Fiera del libro di Iglesias  e il Big Blue Festival di Portoscuso.
Nel 2016 pubblica L’imputato, thriller che tocca i temi dell’integrazione degli immigrati e la violenza sulle donne e che è finalista al Festival Giallo Garda 2018.
Del 2019 è la Breve storia della letteratura gialla in cui ripercorre la storia e le regole della letteratura gialla e con il quale vince il Premio Giuseppe Lippi 2019 per la saggistica gialla conferito dal premio La provincia in giallo.
Nel 2020 è presente nell'antologia Giallo sardo di Piemme Edizioni con il racconto La nuova stagione. Nello stesso anno, sempre con Piemme, pubblica il thriller psicologico Piani inclinati.
Nel 2022 cura l'edizione in volume della Breve storia del romanzo poliziesco di Leonardo Sciascia; partecipa alla raccolta Sicilia Niura. Orchestrazioni Imperfette per Algra Edizioni e I racconti della Locanda (XY Produzioni Editoriali) un progetto a favore della Fondazione Domus de Luna.
Nel 2023 partecipa alla raccolta Giallo Sardo 2. Un'altra estate Piemme Edizioni con il racconto Niente da nascondere. Nello stesso anno partecipa alla raccolta Giallo in tour. Un vigneto vista lago - Vol 2 (isenzatregua edizioni), con il racconto In una notte di cielo stellato che viene premiato come miglior racconto. Sempre del 2023 è il racconto Dal profondo pubblicato nel libro E venne il Natale (Graphe.it edizioni) che contiene anche un testo di Paolo Valera.
Nell'aprile 2025 esce il suo nuovo romanzo I giorni del corvo per la casa editrice Ischire. 

## Opere

### Romanzi
- La consistenza dell'acqua. Le indagini di Giovanni Rizzo e Cesare Sermonti, Newton Compton, Roma 2014 ISBN 9788854160279 (nuova edizione: Delitto al museo. Le indagini di Giovanni Rizzo e Cesare Sermonti, Newton Compton, Roma 2016 ISBN 9788854196254)
- L’imputato, Newton Compton, Roma 2016 ISBN 9788854190733
- Piani inclinati, Piemme, Milano 2020 ISBN 9788856675214
- I giorni del corvo, Cagliari 2025 ISBN 9791281572089

### Racconti
- La consistenza dell'acqua. Il prequel, Newton Compton, Roma 2013 ISBN 9788854163775
- Ultima notte nella vecchia casa, in Delitti di Capodanno, Newton Compton, Roma 2014 ISBN 9788854170742
- I primi tre, in Certi maestri. Storie di persone comuni, speciali o incredibili, Chine Vaganti Associazione Culturale, San Gavino Monreale (SU) 2017
- La nuova stagione, in Giallo sardo, Piemme, Milano 2020 ISBN 9788856676938, in seguito ripubblicato in edizione economica nella collana Pickwick.
- Canto alla Sirena, in Cagliari 1970. Tracce oltre la leggenda, Catartica Edizioni, Sassari 2020 ISBN  9788885790490
- Oltre il Ponte, in Rossini Stories, Graphot edizioni, Torino 2020 ISBN 9788899781873
- Ricongiunzioni, in L'entusiasmo delle donne, BuendiaBooks, Torino 2020 ISBN 9788831987387
- La signora scompare, in Giallo in tour. Racconti del crimine da territori insospettabili, a cura di Roberto Van Heugten, isenzatregua, Riva del Garda (Tn) 2021 ISBN 9788894507256
- Solo un uomo, in Sicilia Niura - Orchestrazioni Imperfette, a cura del Collettivo Sicilia Niura (Rosario Russo, Sebastiano Amba, Gaudenzio Schillaci, Alberto Minnella), Algra Editore, Zafferana Etnea (CT) 2022 ISBN 9788893415880
- Una storia semplice, in I racconti della Locanda, XY Produzione editoriale, Busto Arsizio (VA) 2022 ISBN 9788897160601
- Niente da nascondere, in Giallo Sardo 2 Un'altra estate, Piemme edizioni, Milano 2023, ISBN 8856691779
- In una notte di cielo stellato, in Giallo in Tour Un vigneto vista lago vol. 2, isenzatregua edizioni, ISBN 979-1281399020
- Dal profondo, in Paolo Valera - Eleonora Carta, E venne il Natale, Graphe.it edizioni, Perugia 2023 - ISBN 9788893722094

### Saggi
- Breve storia della letteratura gialla, Graphe.it edizioni, Perugia 2019 ISBN 9788893720649

### Curatele
- Leonardo Sciascia, Breve storia del romanzo poliziesco, con una introduzione di Eleonora Carta, Graphe.it edizioni, Perugia 2022 ISBN 9788893721547

## Riconoscimenti
- Premio Letterario Festival Giallo Garda 2018, terza classificata con il libro L'imputato
- Premio Giuseppe Lippi 2019 per la saggistica gialla per il libro Breve storia della letteratura gialla
- Premio La Provincia in Giallo 2021, finalista con il libro Piani Inclinati
- Premio Internazionale di Letteratura Città di Como 2022, finalista con il libro Piani Inclinati
- Giallo in Tour Un vigneto vista lago VOL 2023, prima classificata con il racconto In una notte di cielo stellato